# 笑気麻酔
笑気麻酔（しょうきますい）は、医療用ガスの一種である亜酸化窒素（一酸化二窒素）と医療用酸素を用いた全身麻酔。亜酸化窒素の別名が笑気である。歯科麻酔でも用いられる。

## 歴史
亜酸化窒素は、1772年にイギリス人化学者ジョゼフ・プリーストリーによって発見され、1795年にハンフリー・デービーによって麻酔作用があることが証明された。ところが1845年、アメリカ人歯科医師ホーレス・ウェルズが笑気を用いて公開で麻酔を行ったが失敗に終わっている。

## 現在の笑気麻酔
笑気は麻酔ガスとして知られているものの、単独で用いるだけでは人を完全に麻酔することができない。具体的には、麻酔薬の効果のものさしとなる最小肺胞濃度値（MAC値）が、笑気では100％を超える。（1気圧のとき）これは、たとえ100％笑気を吸入させたとしても人を完全に麻酔することはできないことを意味する（実際は100％笑気を吸入してしまうと酸素が全く吸入されないことになり、非常に危険なため行ってはならない）。
しかし、笑気には比較的、鎮痛効果が強いという利点がある。そのため、現在の麻酔では笑気は単独で麻酔に用いられることは少ないが、他の麻酔薬と併用して鎮痛効果を期待する麻酔補助薬と位置づけられている。

## 適応
笑気は血液への溶解度が窒素よりも高いために腸管などの閉鎖空間に移行しやすいため、イレウス、気胸、眼科の患者では使いにくい。加えて、投与を中止すると亜酸化窒素が血中から肺胞内に急速に拡散し、拡散性低酸素症を起こしうるため、吸入中止後は100%酸素を投与することが必要である。また、肺動脈圧や脳圧も上昇させるため、心臓外科や脳外科の手術でもあまり用いられない。
また、温室効果ガスであることと、術後に生じる悪心・嘔吐 (PONV: postoperative nausea and vomiting)といった不快症状の原因要素と目されることから、あまり笑気は用いられなくなってきている。